# Ceroplastes bernardensis
Ceroplastes bernardensis är en insektsart som beskrevs av Cockerell 1902. Ceroplastes bernardensis ingår i släktet Ceroplastes och familjen skålsköldlöss.
Artens utbredningsområde är Paraguay. Inga underarter finns listade i Catalogue of Life.